# دراگان تراویتسا
دراگان تراویتسا (به صربی: Драган Травица) بازیکن والیبال اهل کرواسی با ملیت ایتالیایی است که از سال ۲۰۰۷ تا ۲۰۱۴ برای تیم ملی والیبال مردان ایتالیا بازی کرده‌است. او یک فصل برای شهرداری ارومیه در ایران بازی کرد.

## افتخارات

### باشگاهی

#### لیگ قهرمانان اروپا
- ۲۰۱۳/۱۴  با بلوگوری بلگورود

#### قهرمانی باشگاه‌های ملی
- ۲۰۱۱/۱۲  لیگ برتر ایتالیا با لوبه
- ۲۰۱۲/۱۳  سوپرکاپ ایتالیا با لوبه
- ۲۰۱۳/۱۴  سوپرکاپ روسیه با بلوگوری بلگورود
- ۲۰۱۴/۱۵  سوپرکاپ روسیه با بلوگوری بلگورود
- ۲۰۱۴/۱۵  لیگ برتر روسیه با بلوگوری بلگورود
- ۲۰۱۵/۱۶  سوپرکاپ ترکیه با هالک‌بانک
- ۲۰۱۵/۱۶  لیگ برتر ترکیه با هالک‌بانک

### تیم ملی
- ۲۰۱۱  مسابقات قهرمانی اروپا
- ۲۰۱۲  المپیک ۲۰۱۲
- ۲۰۱۳  لیگ جهانی
- ۲۰۱۳  مسابقات قهرمانی اروپا
- ۲۰۱۴  لیگ جهانی

### فردی
- ۲۰۱۱ بهترین پاسور مسابقات قهرمانی اروپا